# عبد الملك كريم أمر الله
 الحاج عبد الملك بن عبد الكريم بن محمد أمر الله (بالإندونيسية: Haji Abdul Malik Karim Amrullah)‏ المعروف باسمه القلم حمكا اختصار من اسمه الكامل (17 فبراير 1908 - 24 يوليو 1981) عالم مسلم ومصلح إسلامي وفيلسوف اندونيسي. ألف في كثير من الموضوعات، وله روايات وأشعار. 

ينتمي عبد الملك إلى جيل الأدباء الجدد في اندونيسيا بعيد الحرب العالمية الثانية وقد عمل صحفياً في شبابه وأشرف في البداية على مجلة بيدومان ماسيراكات (مرشد الشعب)، كما اشرف على مجلة بانجي ماسيراكات (راية الشعب)، وهي من أكثر المجلات الدينية الإسلامية تأثيراً في اندونيسيا. 

وعلى الصعيد الديني، يعتبر عبد الملك أمر الله من أبرز علماء الحركة الإسلامية التي تعنى بالتجديد والإصلاح على أسس إسلامية. له أكثر من مائة كتاب بالإضافة إلى المقالات التي نشرها في المجلات الدينية والصفح. وتعكس هذه الأعمال نظرته الفلسفية المتأثرة جدا بالتصوف الإسلامي، وبخاصة في مجال الاخلاقيات الاجتماعية. ويعد عبد الملك أمر الله من كتّاب مشهورين على المتسوى الوطني ولقد احتل مكانة مرموقة بين الأدباء في إندونيسيا خاصة وفي أرخبيل الملايو عامة، وكان له معرفة واسعة بالأدب والفلسفة الإسلاميين. 

شغل منصب رئيس هيئة العلماء الاندونسيين، وهي هيئة شبه حكومية، ذات تأثير كبير في الحياة الاجتماعية والسياسية في أندونيسيا من 26 يوليو 1977 – 1981 حتى وفاته.

## آثاره
من رواياته:
- الصبورة - Si Sabariah (1928)
- ليلى والمجنون - (1932)
- تحت أستار الكعبة - Di Bawah Lindungan Ka'bah (1936)
- غرق السفينة فان در ويك  - Tenggelamnya Kapal Van Der Wijck (1937)
- السيد المدير  - Tuan Direktur (1939)
- أخذها خالها  - (1939) Dijemput mamaknya
- العدل الإلهي  - (1939) Keadilan Ilahy
- الهجرة إلى ديلي  - (1939) Merantau Ke Deli
- المطرود أو  بسبب الفتنة - Terusir
- الجيل الجديد - Angkatan Baru
- في انتظار دقات الطبول - (1950) Menunggu Beduk Berbunyi

لقصص القصيرة، وهي :
- في وادي الحياة - (Di Dalam Lembah Kehidupan (1939

قصص الرحلات، وهي:
- التشمس في الأرض المقدسة  - (1950) Mandi Cahaya ing Tanah Suci
- التجوال في وادي النيل  - (1950) Mengembara Dilembah Nyl
- على ضفة دجلة - (1950) Ditepi Sungai Dajlah.
- أربعة أشهر في أمريكا  - (1953) Empat bulan di Amérika